# Koberovy
Koberovy (německy Koberwald) jsou vesnice na severozápadním okraji Českého ráje a též obec v okrese Jablonec nad Nisou. Žije zde přibližně 1 000 obyvatel.
V obci se nachází základní škola, postavená v letech 1954 až 1956, a mateřská škola. Dále v obci stojí hasičská zbrojnice a kulturní dům.

## Název
Původní název vsi zněl Koberov, Koberův dvorec.

## Části obce
- Koberovy
- Besedice
- Hamštejn
- Chloudov
- Michovka
- Prosíčka
- Vrát
- Zbirohy

## Historie
První písemná zmínka o obci pochází z roku 1323.

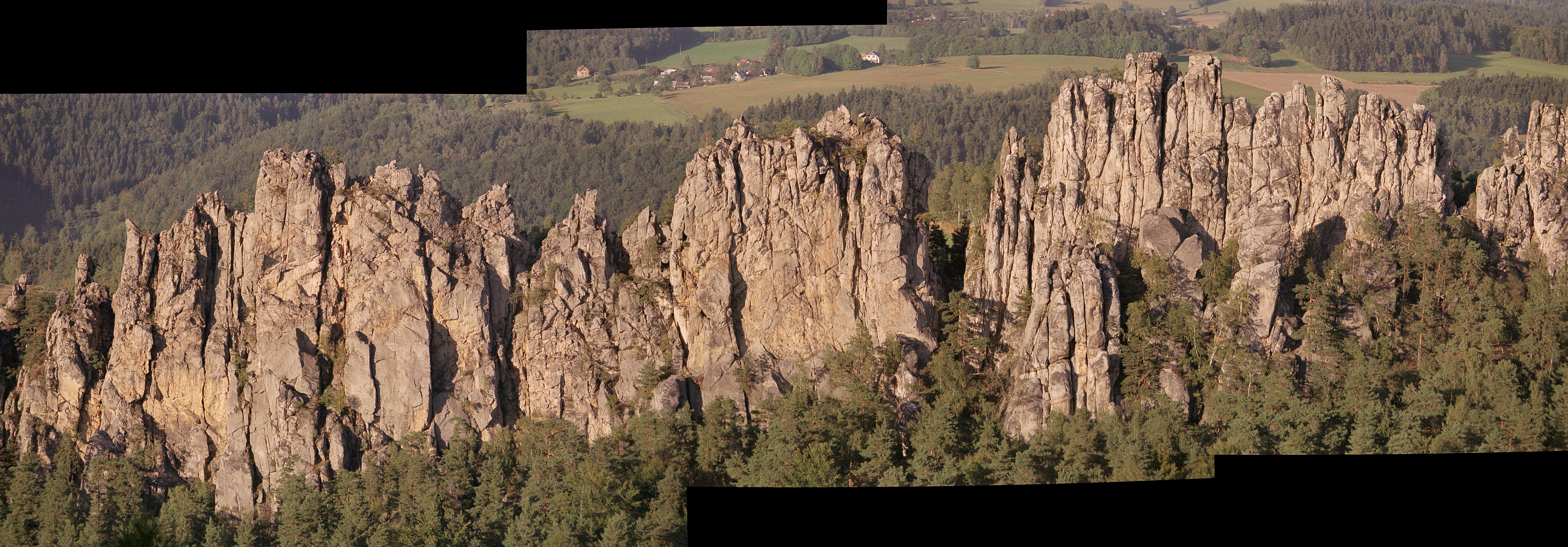
Národní přírodní památka Suché skály v obvodu obce Koberovy

## Starostové a předsedové MNV
Do roku 1948
- Jaroslav Rutkovský (1925–1932)
- Adolf Vele (1932–1935)
- Antonín Třešňák (1935–1946)
- Petr Novotný (1946–1948)

1948–1989
- Antonín Kunc (1948–1950)
- Zdeňka Najmanová (1950–1952)
- Josef Berka (1952–1960)
- Karel Hlaváček (1960–1963)
- Josef Berka (1963)
- Josef Mařas (1963–1964)
- Josef Šulc (1964–1968)
- Karel Hlaváček (1968–1970)
- Vlastimil Buchta (1971–1979)
- Jiří Buriánek (1980–1990)

Od roku 1990
- Jiří Plíhal (1990–1994)
- Jindřich Kvapil (1994–2022)
- Pavel Pospíšil (od 2022)

## Galerie

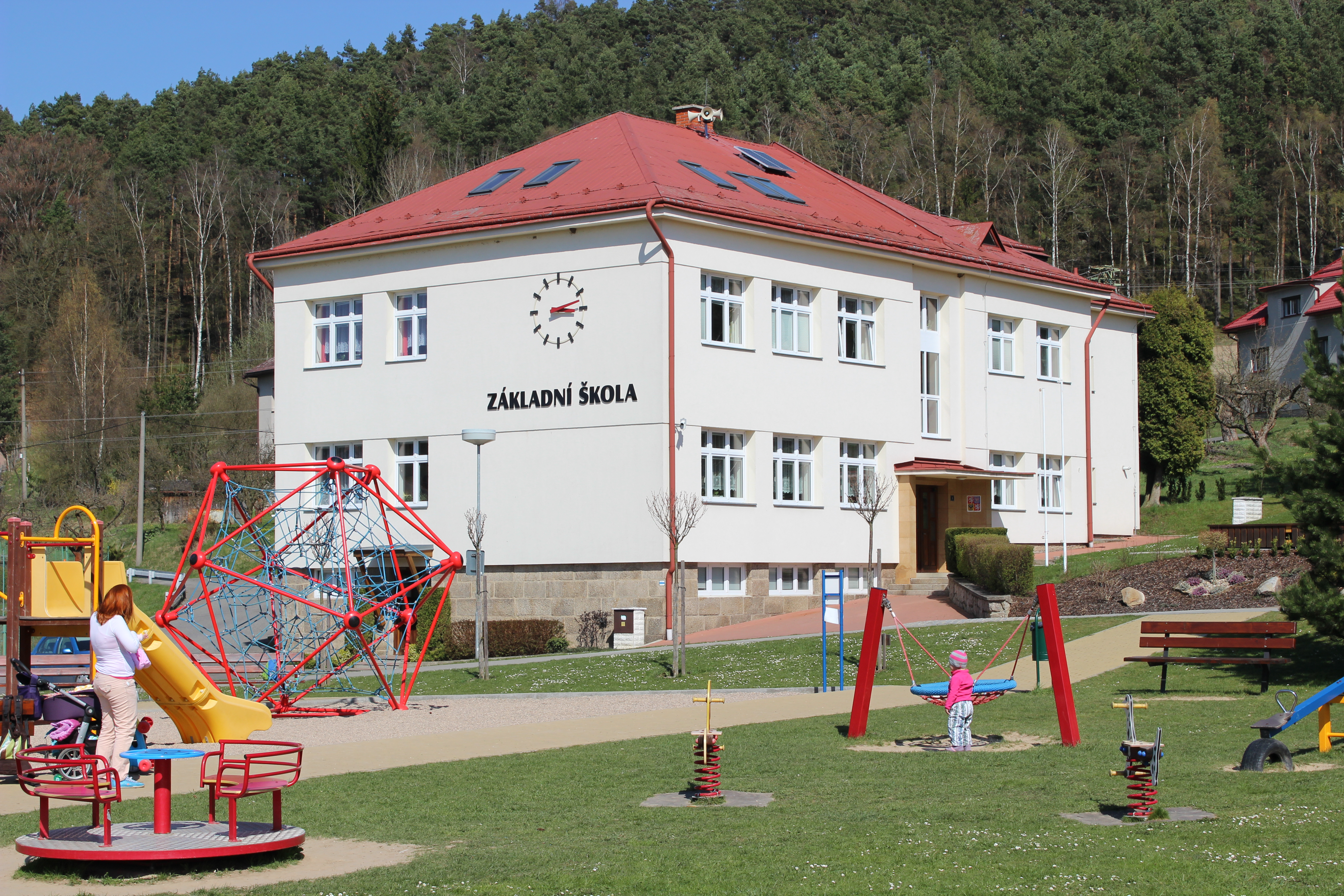
Objekt základní školy
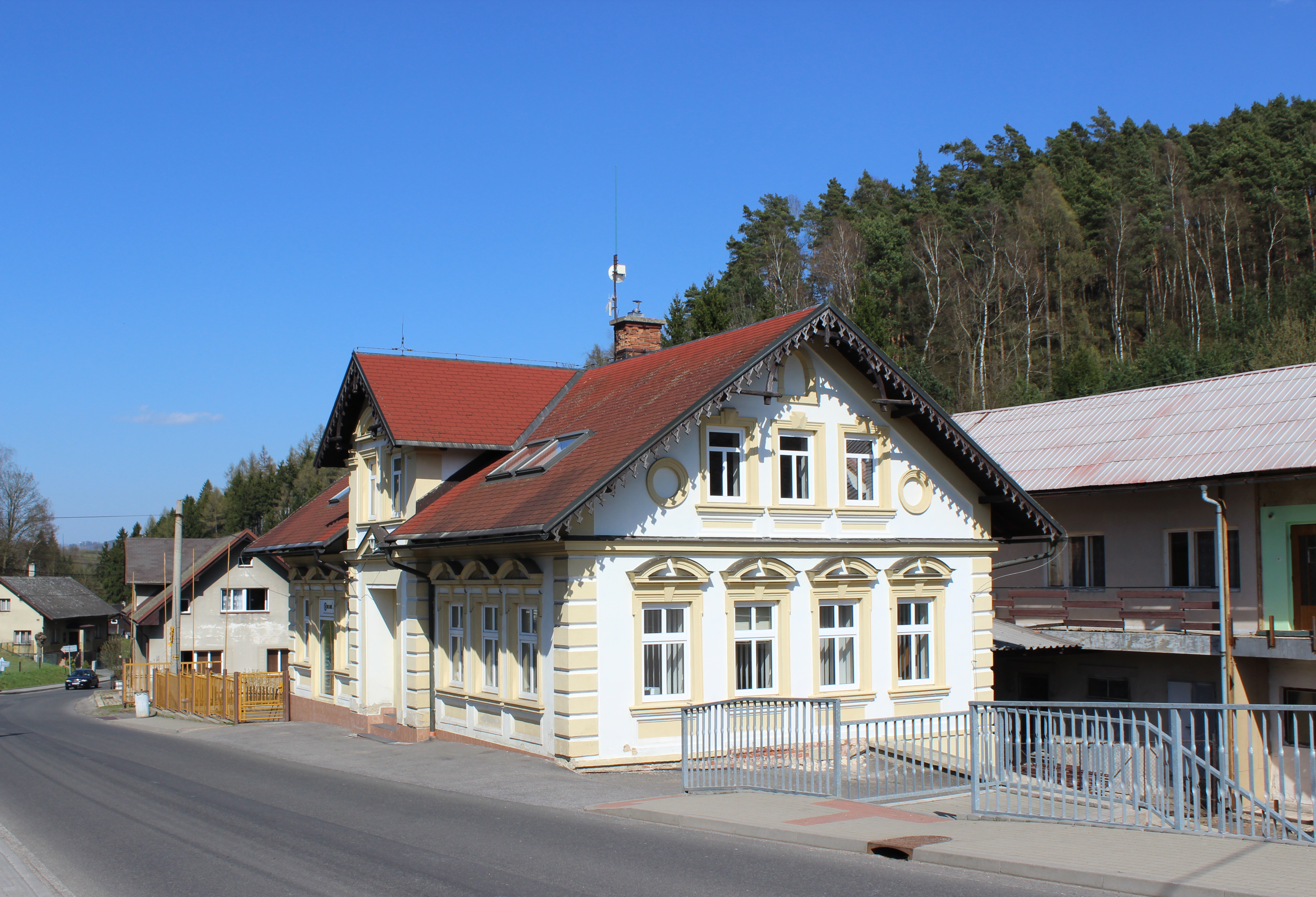
Dům číslo 58
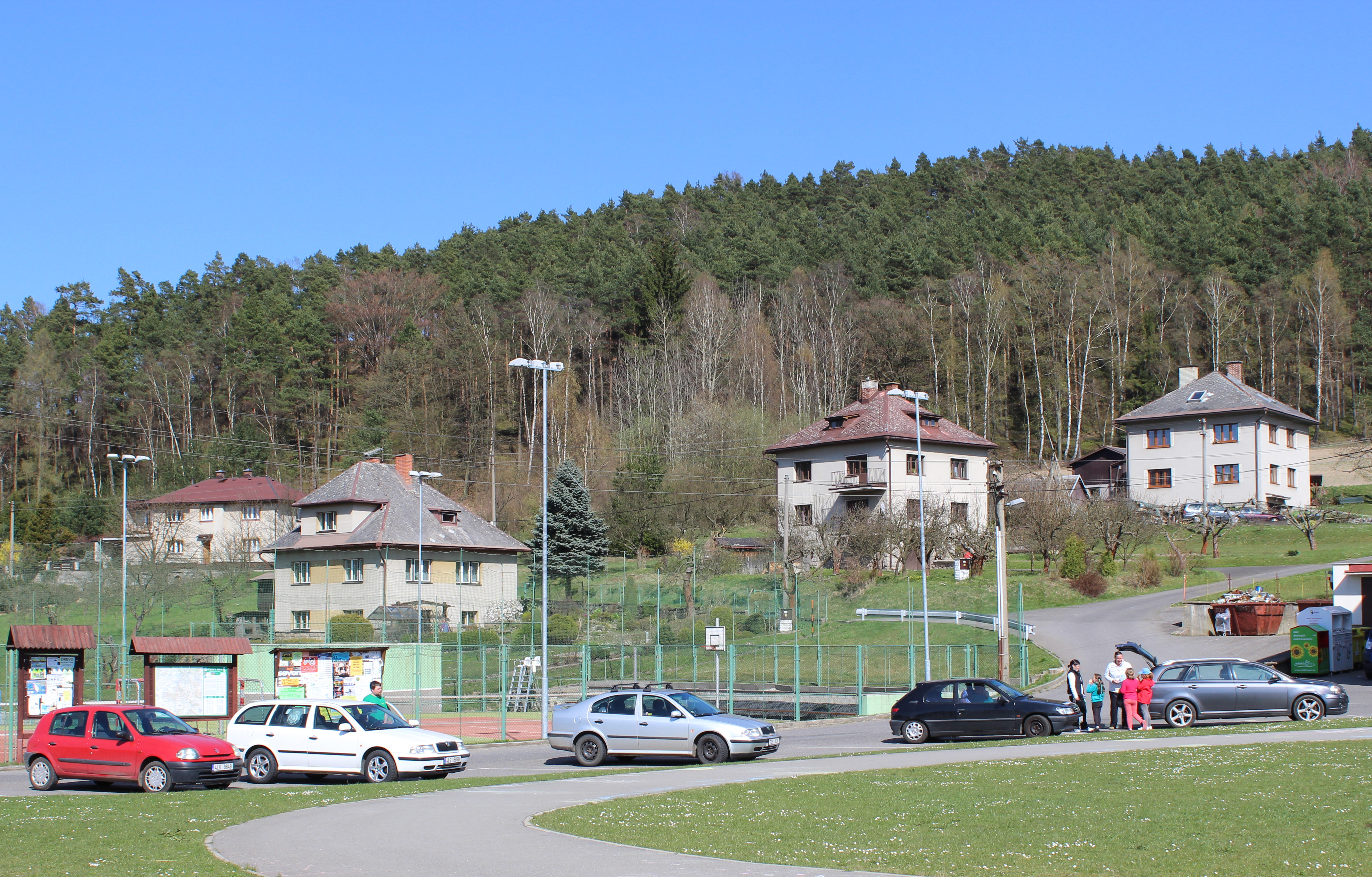
Zástavba nad hřištěm
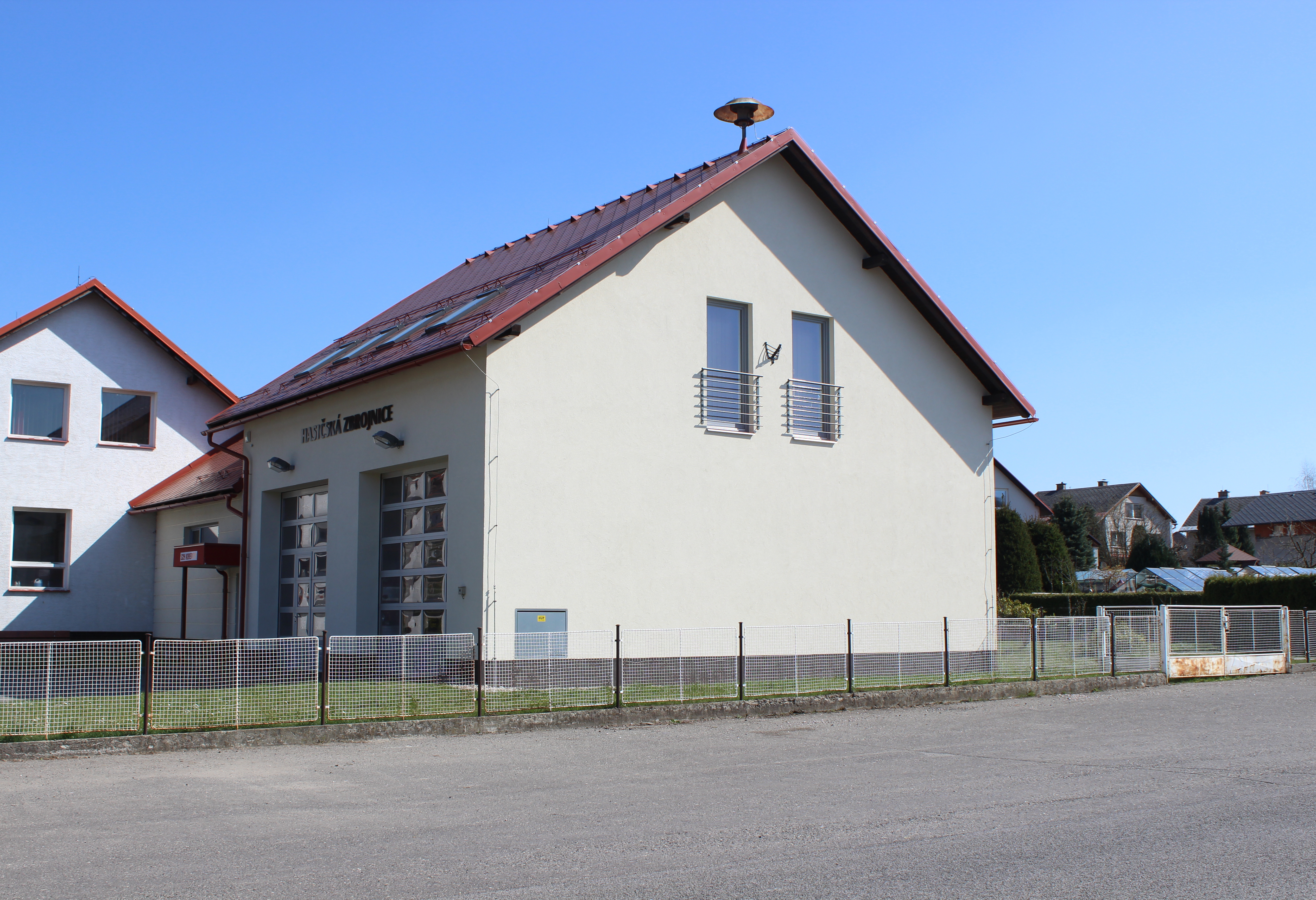
Hasičská zbrojnice